# Beastmilk
Beastmilk – zespół rockowy z Finlandii.
"Elementy posępnego Joy Division, groźnego Echo & The Bunnymen, leczniczego Killing Joke i bujnowarstwowego Peter Murphy" – tak zespół określa swój styl muzyczny w porównaniu do innych artystów. W 2015 po odejściu z zespołu Goatspeeda i Paile zmienili nazwę na Grave Pleasures

## Członkowie zespołu

### Obecni członkowie
- Goatspeed – Gitara
- Kvohst – Śpiew
- Arino – Gitara basowa
- Paile – Perkusja

## Dyskografia

### Albumy studyjne
- Climax (2013)

### Dema
- White Stains On Black Tape (2010)

### Single
- Use Your Deluge (2012)